# Pachycarpus medusonema
Espèce
Statut de conservation UICN

 EN  : En danger
Pachycarpus medusonema est une espèce de plante à fleurs endémique du Cameroun. On la retrouve dans la région de l'Adamaoua, plus précisément dans la localité de Meiganga. Cette espèce du genre Pachycarpus dans la famille des Apocynaceae a une population de moins en moins importante, et est considérée à ce jour comme une espèce menacée, inscrite sur la liste rouge de l'UICN.

## Description
Il s'agit d'une plante de quelques dizaines de centimètre, présentant des feuilles d'un vert éclatant